# Henri Jobier
Louis Pierre Henri Jobier, né le 6 juillet 1879 à Courson-les-Carrières et mort le 25 mars 1930 dans le 16e arrondissement de Paris, est un escrimeur français, ayant pour arme le fleuret. 
Il est sacré champion olympique d'escrime en fleuret par équipes aux Jeux olympiques d'été de 1924 à Paris. Il participe aussi aux Jeux olympiques d'été de 1900 en fleuret individuel.